# Take Up Thy Stethoscope and Walk
Pistes de The Piper at the Gates of Dawn
Pow R. Toc H. Interstellar Overdrive
Take Up Thy Stethoscope and Walk est une chanson du groupe Pink Floyd, et elle apparaît sur leur premier album, The Piper at the Gates of Dawn. Il s'agit de la première composition du bassiste du groupe, Roger Waters. Le titre de la chanson est une référence à Jean 5:8 : « Jesus saith unto him, Rise, take up thy bed, and walk ».
La chanson a été reprise par At the Drive-In sur leur album This Station Is Non-Operational (2005).

## Personnel
- Syd Barrett - chant, guitares
- Roger Waters - chant, guitare basse
- Richard Wright - orgue
- Nick Mason - batterie

## Liens
- Site officiel de Pink Floyd
- Site officiel de Roger Waters